# Проєкти єдиної Європи

Європейський Союз — реалізований у другій половині ХХ ст. проєкт об'єднаної Європи

Проєкти єдиної Європи, або європейські проєкти — проєкти об'єднання Європи на основі договору.
Одним з найбільш масштабних і суттєвих політико-культурних феноменів другої половини XX — початку XXI ст. є процес європейської інтеграції. Ідейні передумови інтеграції були сформовані в руслі «європейської ідеї» значно раніше, оскільки європейські проєкти з'являються в XIV ст.

## Передумови виникнення
1. Ідейні
  1. Цивілізаційний підхід — ідея виникла на базі європейської цивілізаційної (культурної) спільності
  2. Спільність політичних і правових інститутів, заснованих на римському праві та політичних античних традиціях
2. Матеріальні
  1. Географічний фактор
  2. Ранній розвиток капіталізму
  3. Зовнішня загроза зі Сходу

## Етапи розвитку європейської ідеї
1. XIV — XVII ст. — зародження європейської ідеї
2. ІІ пол. XIX — поч. XX ст. — розвиток ідеї
3. 1918 — 2010 — реалізація ідеї на практиці

## Європейські проєкти епохи Середньовіччя
У Середньовіччя Європа поступово виробила духовну самоідентифікацію Respublica Cristiana — «Християнська республіка» і протиставила її всім народам, позбавленим «Христової благодаті». Усе поза межами цієї ойкумени було областю християнської місії.
Найвідомішими проєктами єдиної Європи в даний період є проєкт П'єра Дюбуа, концептуальні засади якого сформульовані у праці «Про повернення Святої Землі» та проєкт чеського короля Ірже Подебрада, викладений в праці «Угода про союз і федерацію». Ці та інші європейські проєкти Середньовіччя зводилися до об'єднання християнських держав для війни з «невірними».
В епоху Відродження проблема миру і його досягнення набула нового звучання. Конфлікти між державами пояснювалися не божим Провидінням, а діями правителів. Гуманісти критикували релігійні війни, проте їхні праці не мали серйозного впливу на політику й дипломатію.

## Проєкти єдиної Європи XVII ст
У процесі становлення й розвитку європейської ідеї особливе місце належить ідеям XVII ст. Загальна інтеграційна теорія сформується в епоху Просвітництва, але в її основу покладено європейські проєкти М. Сюллі. Е. Крюсе, Я. А. Коменського і В. Пенна. Вони не будуть сприйняті з усією серйозністю сучасниками, проте їхні положення будуть використані в XIX—XX ст.

### Умови виникнення європейських проєктів XVIIст.
У XVI—XVII ст. Європа переживала бурхливий час становлення капіталістичних відносин. Процес початкового накопичення капіталу, з одного боку, кров'ю вписувався в історію Європи: силою зброї створювалися національні держави, складалася колоніальна система. З іншого боку, молода буржуазія певною мірою була зацікавлена в збереженні миру, у розвитку внутрішньої та зовнішньої торгівлі. Боротьба за винищення воєн створила реальну основу для появи численних антивоєнних теорій і європейських проєктів. У XVII ст. видатними філософами була сформульована ідея суспільного договору. Природні закони підказували необхідність припинення воєн і укладання угод між країнами.

### Загальна характеристика проєктів XVIIст.
В епоху Нового часу проблема підтримання миру набуває нового сенсу: мир не пов'язується виключно з етичними чи гуманістичними принципами, а розглядається як стан політичної системи, у досягненні якого зацікавлені держави. Більшість проєктів єдиної Європи засновується на широкій світоглядній основі, відбувається відмова від релігійної нетерпимості, політика відокремлюється від віри.
Ідея спрямованої на єдність Європи набирала сили, і цю тенденцію озвучив папа римський Пій II, який написав першу книгу зі словом «Європа» в заголовці (Pius II. In Europam. Memmingen. Albrecht Kunne. Marst 1491) і закликав паству до миру «у Європі — нашій батьківщині, нашому власному домі, у нашого святого вогнища». У цих умовах з'являються проєкти «єдиної Європи», ціллю яких було запобігання воєнних конфліктів.
Усі подальші проєкти в основі мали встановлення миру в Європі шляхом створення союзу держав у різноманітних формах (міжнародна організація, конфедерація, ліга). З'явилися ідеї Арбітражного суду й Гаазького трибуналу.
«Великий проєкт» Максимільяна де Бетюна Сюллі був першим проєктом XVII ст.
Сюллі запропонував проєкт європейської федерації, заснованій на мирі і домовленості, але виключно в інтересах французького абсолютизму. «Великий план» був серйозною теоретичною розробкою ідеї європейської єдності й вплинув на пізніших мислителів, особливо на Вільяма Пенна і Жана-Жака Руссо.
«Новий Кіней» Емеріка Крюсе багато в чому є утопічним. У ньому вперше згадується про санкції в разі ігнорування інтересів слабких членів європейської організації. «Новий Кіней» подає картину загального миру, не обмеженого лише межами Європи або християнського простору.
«Загальна порада людському роду, і перш за все вченим і благочестивим властителям Європи, про виправлення людських справ» (1643—1670) Я. А. Коменського є проєктом створення єдиної європейської держави, а надалі — світового об'єднання. У Ньому доводиться необхідність загального миру і безпеки, а народне благо проголошується вищим законом кожної республіки і королівства.
Ідеї миру присвячено також трактат Я. А. Коменського «Необхідно лише одне» 1668 року. Дещо раніше мислитель присвятив учасникам міжнародної конференції у Бреді, яка виробила умови мирного договору між Англією і Голландією, книгу «Вісник миру». Праця закликала припинити взаємну ворожнечу і встановити серед «християнських народів» мир: «Не можна покласти кінець війнам, продовжуючи вести їх, суперечкам, розпалюючи їх, переслідуванням, переслідуючи людей»
Вільям Пенн, автор «Досвіду про теперішній і майбутній мир у Європі» створив мирний проєкт, заснований на міжнародному праві, ретельно описавши процедуру роботи Загальноєвропейських органів і пояснивши необхідність об'єднання конкретними вигодами.

## Європейські проєкти епохи Просвітництва
В епоху Просвітництва стали домінувати ідеї конституціоналізму, розподілу гілок влади, правової держави і прав людини, а також була сформована загальна інтеграційна теорія. Інтеграція сприймалася як лінійний прогресивний процес, а політична система — як самостійна, але керована. Під впливом ідей Р. Декарта і І. Ньютона з'явилася концепція рівноваги в міжнародних відносинах, згідно з якою треба було створити в суспільстві механізм, за якого усі складові будуть врівноважені.
Проєкт Д.Дефо («Нарис про проєкти») 1709 р. пропонував об'єднати Європу в мирний союз держав — Лігу Націй
Великого резонансу набула «Записка про збереження вічного миру в Європі» (1712) абата Сен П'єра. Вона являла собою проєкт, який пропагував необхідність єдності Європи через спільну ідентичність, релігійні зв'язки, географічний фактор і спільне минуле (Римська імперія). Об'єднання мало бути конфедерацією з постійними органами. Ідею конфедерації підтримував і І. Кант у своїй праці 1795 р. «Проєкт вічного миру». На його думку, в основі єдиної Європи має бути покладений «Договір про вічний мир».
А. Сміт у своїй «Політекономії» пропонував інтеграцію європейських країн на основі економіки. Шлях до політичної єдності лежить через економічну єдність на основі принципів вільного ринку та конкуренції і розподілення праці.

## Європейські проєкти XIX ст
Європейська ідея XIX ст. набуває практичного спрямування і конституційних рис (поява перших загальноєвропейських організацій).
Етапи розвитку європейської ідеї та особливості проєктів XIX ст.
1. 1800—1815 — період Наполеонівських воєн: Наполеон І Бонапарт намагався об'єднати Європу на чолі з Францією воєнним шляхом на принципах рівності й братерства («проєкт Наполеона»). В основі мало бути європейське право.
2. 1815—1870 — Віденський період: поява низки європейських проєктів, першим серед яких був проєкт російського імператора Олександра І. він пропонував створити міжнародну організацію, прообразом якої став Священний союз. 
У даний період починають проводитися Загальноєвропейські конгреси. 
О.Конт у «Проєкті всесвітньої Релігії» наполягав на створенні єдиної нової релігії, яка і об'єднає Європу, проте в основі більшості проєктів єдиної Європи був утопічний соціалізм:
 — стаття В. Гюго «Сполучені Штати Європи»;
 — ряд робіт герцога Сен-Сімона: «Листи женевського мешканця», «Нарис науки про людину», «Праця про всесвітнє тяжіння», «Записка монархам, що зібралися на Віденському конгресі», «Про народи і взаємовідносини», «Про реорганізацію європейського суспільства»;
 — «Концепція органічних і неорганічних епох» Ж. Базара.
3. 1870—1918 — створення реальних проєктів єдиної Європи.

Проєкти були двох основних спрямувань:
1. Проєкти об'єднаної Європи з пангерманським відтінком:
 — «Пангерманський проєкт» Поля де Лагарда, фон Тріцке, Фр. Листа, К. Франца;
 — «Проєкт єдиного європейського митного союзу» 1893 року;
 — «Концентричні союзи» П. Дехі;
2. Проєкти юридичного напряму євроінтеграції:
 — «Проєкт міжнародної юридичної організації» («План загального і вічного миру») Оппенхейма;
 — Йоганн-Каспар Блюнчлі «Організація Європейського союзу держав» 1880 р. ;
 — «Європейська декларація юристів-міжнародників», автором якої вважають Таубе.